# 9 رمضان
- السبت
- الأحد
- الاثنين
- الثلاثاء
- الأربعاء
- الخميس
- الجمعة

- 11 مارس 2025
- 22 مارس 2025
- 33 مارس 2025
- 44 مارس 2025
- 55 مارس 2025
- 66 مارس 2025
- 77 مارس 2025
- 88 مارس 2025
- 99 مارس 2025
- 1010 مارس 2025
- 1111 مارس 2025
- 1212 مارس 2025
- 1313 مارس 2025
- 1414 مارس 2025
- 1515 مارس 2025
- 1616 مارس 2025
- 1717 مارس 2025
- 1818 مارس 2025
- 1919 مارس 2025
- 2020 مارس 2025
- 2121 مارس 2025
- 2222 مارس 2025
- 2323 مارس 2025
- 2424 مارس 2025
- 2525 مارس 2025
- 2626 مارس 2025
- 2727 مارس 2025
- 2828 مارس 2025
- 2929 مارس 2025
- 130 مارس 2025
- 231 مارس 2025
- 31 أبريل 2025
- 42 أبريل 2025
- 53 أبريل 2025
- 64 أبريل 2025

9 رمضان أو 9 رمضان المُبارك أو يوم 9 \ 9 (اليوم التاسع من الشهر التاسع) هو اليوم الخامس والأربعون بعد المائتين (245) من أيَّام السنة (أو السادس والأربعون بعد المائتين لو كان شهر شعبان مُتممًا لليوم الثلاثين أو السابع والأربعون بعد المائتين لو أتم كلاً من صفر وربيع الآخر وجمادى الآخرة وشعبان ثلاثين يوماً) وفق التقويم الهجري القمري (العربي). يبقى بعده 109 أو 110 يومًا لانتهاء السنة.

## أحداث
- 212هـ - المسلمون ينزلون على شواطئ جزيرة صقلية بقيادة أسد بن الفرات بن سنان في عهد الخليفة المأمون، ويسيطرون عليها لينشروا الإسلام في ربوعها.
- 381هـ - الخليفة الفاطمي العزيز بالله يتصدق بعشرة آلاف دينار على الفقراء بعد أن أصيب ابنه منصور بمرضٍ عضال، على أمل أن يشفي الله ابنه.
- 452هـ - الخليفة الفاطمي المستنصر بالله يصدر قرارًا بعزل ابن المغربي عن الوزارة وإعادة أبو الفرج البابلي إليها.
- 559هـ - فك الحصار عن القاهرة في الحرب بين شاور بن مجير السعدي وأسد الدين شيركوه أثناء خلافة العاضد لدين الله آخر خلفاء الفاطميين، للسيطرة على الوزارة في الدولة، وانتهى الحال باتفاق لم يعش طويلاً حيث قتل شاور وتولى شيركوه بدلًا منه.
- 825هـ - إعادة الآذان بمأذنة مدرسة السلطان حسن، أفخر بناء إسلامي في القاهرة حينها، وذلك في سلطنة الظاهر ططر المملوكي.
- 827هـ - سفينتان إسلاميتان تقلعان من ساحل بولاق إلى البحر المتوسط غرباً وعليهما ثمانون مملوكاً وذلك لمطاردة القراصنة الفرنجة الذين تجرأوا على سواحل المسلمين في مدينة بيروت.
- 843هـ - العوام من أهالي دمشق يهاجمون موكب الأمير جليان والي الشام المملوكي بعد أن أمر مماليكه بضربهم بسبب استغاثتهم أمام موكبه من غلاء اللحم. وكان العوام جمعاً كبيراً فتغلبوا على المماليك ورجموهم، وفر الأمير أمامهم إلى قصره فحاصروه، وكادوا يحرقونه لولا تدخل القضاة والأمراء الذين هدأوا الجماهير الساخطة، وكتبوا محضراً بما حدث للسلطان جقمق في القاهرة.
- 1326هـ -
  - القيصر النمساوي فرانز جوزيف الأول يعلن ضم بلاد البوسنة والهرسك ذات الأغلبية المسلمة إلى بلاده بعد 30 عامًا من انضمامها إلى الدولة العثمانية التي كانت تتبعها البوسنة والهرسك، وذلك في إطار خطة تقسيم أملاك الدولة العثمانية.
  - بلغاريا تعلن انفصالها عن الدولة العثمانية، وتعلن قيام نظام الحكم الملكي فيها من جانب واحد. وقد وافقت الدولة العثمانية على هذا الاستقلال بعد حوالي 6 شهور مقابل حصولها على 5 ملايين ليرة ذهبية.
- 1364هـ - إعلان استقلال إندونيسيا من الاحتلال الياباني، ومع عودة الأطماع الاستعمارية الهولندية لم تمنح إندونيسيا الاستقلال الفعلي إلا بعد 4 سنوات.
- 1367هـ - صدور قرار مجلس الأمن رقم 54 بوقف الأعمال العسكرية في فلسطين.
- 1376هـ - إعادة افتتاح قناة السويس أمام الملاحة البحرية بعد إغلاقها بسبب العدوان الثلاثي.
- 1400هـ - اغتيال رئيس وزراء سوريا الأسبق صلاح البيطار في باريس بواسطة المخابرات السورية وذلك بسبب خلافه مع الرئيس حافظ الأسد.
- 1422هـ - اغتيال محمود أبو هنود أحد قادة الجناح العسكري في حركة حماس.
- 1429هـ - آصف علي زرداري يؤدي اليمين رئيسًا لباكستان.
- 1434هـ - إسبانيا تسلم المغرب رسميا نسخ ميكروفيلم من الخزانة الزيدانية، التي فقدها سلاطين المغرب وطالبوا بها منذ حوالي 300 سنة.
- 1442هـ - مقتل الرئيس التشادي إدريس ديبي متأثرًا بإصابته في هجوم شنه متمردو جبهة التغيير والوفاق في شمال البلاد، وتولي نجله محمد إدريس ديبي رئاسة المجلس العسكري الانتقالي.
- 1443هـ - خروج المئات في احتجاجات في عدد من محافظات وسط وجنوب العراق بعد دعوة المرجع الشيعي محمود الحسني الصرخي إلى هدم المراقد الدينية المشيدة في البلاد.

## مواليد
- 1387هـ - ماجد الكدواني، ممثل مصري.
- 1400هـ - فاطمة سالم، ممثلة كويتية.
- 1412هـ - أبرار سبت، ممثلة ومغنية بحرينية.

## وفيات
- 297هـ - أبو بكر محمد بن داوود الظاهري، إمام فقيه ظاهري.
- 455هـ - طغرل بك، سلطان سلجوقي.
- 1302هـ - محمد أحمد المهدي، زعيم سوداني.
- 1350هـ - علي الخوئي، فقيه مسلم وشاعر وكاتب إيراني.
- 1373هـ - سعيد فائق عباسي، روائي وشاعر تركي.
- 1382هـ - محمد باقر الشخص، عالم شيعي اثنا عشري.
- 1388هـ - فيصل بن تركي الأول بن عبد العزيز آل سعود، أمير سعودي.
- 1400هـ - صلاح البيطار، رئيس وزراء سوريا الأسبق.
- 1418هـ - راشد الخضر، ملحن كويتي.
- 1422هـ - محمود أبو هنود، أحد قادة الجناح العسكري في حركة حماس.
- 1424هـ - رسول حمزتوف، شاعر روسي.
- 1432هـ - هند رستم، ممثلة مصرية.
- 1436هـ -
  - محمد بن نبهان المصري، قارئ وكاتب وعالم بالقراءات وأستاذ القرآن الكريم وعلومه والقراءات في جامعة أم القرى.
  - عبد العزيز العدساني، رئيس ديوان المحاسبة الكويتي.
- 1442هـ - إدريس ديبي، سابع رؤساء جمهورية التشاد.

## وصلات خارجية
- موقع قصة الإسلام: حدث في شهر رمضان.